# نیکلاس بروکس
نیکلاس بروکس (انگلیسی: Nicholas Brooks; ۱۴ ژانویهٔ ۱۹۴۱ – ۲ فوریهٔ ۲۰۱۴) تاریخ‌نگار، و باستان‌شناس اهل بریتانیا بود.

## زندگی‌نامه
نیکلاس بروکس در کالج وینچستر تحصیل کرد و در سال ۱۹۶۱ از کالج مگدالن، آکسفورد فارغ‌التحصیل شد.